# Trerony
Trerony, owocożery (Raphinae) – podrodzina ptaków z rodziny gołębiowatych (Columbidae).

## Występowanie
Podrodzina obejmuje gatunki występujące w Azji, Afryce, Australii i Oceanii.

## Systematyka
Do podrodziny należą następujące rodzaje:

- Henicophaps G.R. Gray, 1862
- Pampusana Bonaparte, 1855
- Leucosarcia Gould, 1843 – jedynym przedstawicielem jest Leucosarcia melanoleuca Latham, 1801 – wonga
- Phaps Selby, 1835
- Geopelia Swainson, 1837
- Petrophassa Gould, 1841
- Ocyphaps G.R. Gray, 1842 – jedynym przedstawicielem jest Ocyphaps lophotes (Temminck, 1822) – aborygenek długoczuby
- Geophaps G.R. Gray, 1842
- Trugon G.R. Gray, 1849 – jedynym przedstawicielem jest Trugon terrestris G.R. Gray, 1849 – papuasek
- Otidiphaps Gould, 1870 – jedynym przedstawicielem jest Otidiphaps nobilis Gould, 1870 – bażanciak
- Gallicolumba J.G. Heck, 1849
- Treron Vieillot, 1816
- Didunculus Peale, 1848 – jedynym przedstawicielem jest Didunculus strigirostris (Jardine, 1845) – zębacz
- Goura Stephens, 1819
- Caloenas G.R. Gray, 1840
- Raphus Brisson, 1760 – jedynym przedstawicielem jest wymarły prawdopodobnie w XVII wieku[5] Raphus cucullatus (Linnaeus, 1758) – dront dodo
- Pezophaps Strickland, 1848 – jedynym przedstawicielem jest wymarły prawdopodobnie w XVIII wieku[6] Pezophaps solitaria (J.F. Gmelin, 1789) – dront samotny
- Chalcophaps Gould, 1843
- Turtur Boddaert, 1783
- Oena Swainson, 1837 – jedynym przedstawicielem jest Oena capensis (Linnaeus, 1766) – turkaweczka czarnogardła
- Phapitreron Bonaparte, 1854
- Ducula Hodgson, 1836
- Megaloprepia Reichenbach, 1853
- Ramphiculus Bonaparte, 1854
- Alectroenas G.R. Gray, 1840
- Ptilinopus Swainson, 1825
- Hemiphaga Bonaparte, 1854
- Gymnophaps Salvadori, 1874
- Lopholaimus Gould, 1841 – jedynym przedstawicielem jest Lopholaimus antarcticus (Shaw, 1793) – siwiec